# Lista de aeroportos de Mato Grosso
Lista de aeroportos de Mato Grosso, constando o nome oficial do aeroporto, o código IATA e/ou o código ICAO e o município onde tal aeroporto se encontra:

## Internacional
Federais Infraero
- Aeroporto Internacional de Cuiabá - Marechal Rondon (IATA: CGB, ICAO: SBCY) - Várzea Grande

## Regionais
Municipais
- Aeroporto de Alta Floresta (IATA: AFL, ICAO: SBAT) - Alta Floresta
- Aeroporto de Alto Garças (IATA: ***, ICAO: SWGR) - Alto Garças
- Aeroporto de Araguaiana (IATA: ***, ICAO: SWAY) - Araguaiana
- Aeroporto de Aripuanã (IATA: AIR, ICAO: SWRP) - Aripuanã
- Aeroporto de Barra do Bugres (IATA: ***, ICAO: SWBB) - Barra do Bugres
- Aeroporto de Barra do Garças (IATA: BPG, ICAO: SBBW) - Barra do Garças
- Aeroporto de Cáceres (IATA: CCX, ICAO: SWKC) - Cáceres
- Aeroporto de Canarana (IATA: CQA, ICAO: SWEK) - Canarana
- Aeroporto de Chapada dos Guimarães (IATA: ***, ICAO: SWPL) - Chapada dos Guimarães
- Aeroporto de Confresa (IATA: CFO, ICAO: SWKF) - Confresa
- Aeroporto de Cotriguaçu (IATA: OTT, ICAO: SJKB) - Cotriguaçu
- Aeroporto de Diamantino (IATA: DMT, ICAO: SWDM) - Diamantino
- Aeroporto de Jaciara (IATA: ***, ICAO: SWJC) - Jaciara
- Aeroporto Inácio Luís do Nascimento (IATA: JUA, ICAO: SIZX) - Juara
- Aeroporto de Juína (IATA: JIA, ICAO: SWJN) - Juína
- Aeroporto de Juruena (IATA: JRN, ICAO: SWJU) - Juruena
- Aeroporto de Lucas do Rio Verde (IATA: LVR, ICAO: SILC) - Lucas do Rio Verde
- Aeroporto de Luciara (IATA: ***, ICAO: SWUC) - Luciára
- Aeroporto de Matupá (IATA: MBK, ICAO: SWXM) - Matupá
- Aeroporto de Nortelândia (IATA: ***, ICAO: SWNR) - Nortelândia
- Aeroporto de Nova Mutum (IATA: ***, ICAO: SDNM) - Nova Mutum
- Aeroporto de Nova Xavantina (IATA: NOC, ICAO: SWXV) - Nova Xavantina
- Aeroporto de Poconé (IATA: PBX, ICAO: SWPK) - Poconé
- Aeroporto de Porto Alegre do Norte (IATA: ***, ICAO: SWPQ) - Porto Alegre do Norte
- Aeroporto de Porto dos Gaúchos (IATA: PBV, ICAO: SWPG) - Porto dos Gaúchos
- Aeroporto de Pontes e Lacerda (IATA: LCB, ICAO: SWLE) - Pontes e Lacerda
- Aeroporto de Primavera do Leste (IATA: ***, ICAO: SWPY) - Primavera do Leste
- Aeroporto de Rondonópolis (IATA: ROO, ICAO: SWRD) - Rondonópolis
- Aeroporto de Santa Terezinha (IATA: STZ, ICAO: SWST) - Santa Terezinha
- Aeroporto de São Félix do Araguaia (IATA: SXO, ICAO: SWFX) - São Félix do Araguaia
- Aeroporto de Sinop (IATA: OPS, ICAO: SWSI) - Sinop
- Aeroporto de Suiá-Miçu (IATA: SWM, ICAO: ****) - Alto Boa Vista
- Aeroporto de Tangará da Serra (IATA: TGQ, ICAO: SWTS) - Tangará da Serra
- Aeroporto de Vila Bela da Santíssima Trindade (IATA: MTG, ICAO: SWVB) - Vila Bela da Santíssima Trindade
- Aeroporto de Vila Rica (IATA: VLP, ICAO: SWVC) - Vila Rica
- Aeroporto Governador Júlio Campos (IATA: ***, ICAO: SWLV) - Santo Antônio de Leverger
- Aeroporto de Guarantã do Norte (IATA: ***, ICAO: SSNM) - Guarantã do Norte
- Aeroporto Umberto Bosaipo (IATA: ***, ICAO: SWRU) - Tesouro
- Aeroporto Regional de Sorriso (IATA: SMT, ICAO: SBSO) - Sorriso

## Outros aeroportos
- Aeródromo Estância Santa Rita (IATA: ***, ICAO: SJCY) - Cuiabá